# Aage R. Angelo
Aage Rørbye Angelo, född 10 januari 1875 i Nakskov, död 31 december 1966 i Gentofte, var en dansk ingenjör. 
Angelo, som var son till redaktør S.H. Angelo och Therese Rørbye, blev student i Viborg 1893, polyteknisk kandidat 1899 och studerade elektroteknik vid Polytechnikum i Zürich 1899. Han var anställd hos Union Elektricitäts-Gesellschaft och hos Siemens & Halske i Berlin 1900 samt hos Fritz Johannsen i Köpenhamn 1901, blev ingenjör vid  A/S De københavnske Sporvejes tekniska administration 1902, avdelningsingenjör där 1905, direktör 1909 och var direktör för Nordsjællands Elektricitets og Sporvejs Aktieselskab (NESA) 1911–1951, kommitterad från 1951. 
Angelo var medlem av Elektroteknisk Forenings styrelse 1909–1917, dess ordförande 1928–1932 och blev hedersmedlem 1943. Han var medlem av Dansk Ingeniørforenings styrelse 1913–1922, dess ordförande 1940–1944, medlem av Dansk Elektroteknisk Komité (president 1935–1946) och av elektricitetsrådet 1916–1953. Han var medlem av direktionen för Nordvestsjællands Elektricitetsværk från 1918, ordförande för den av de danska, norska och svenska kraftöverföringskommissionerna 1921–1922 tillsatta tekniska kommittén, medlem av Studieselskabet for norsk Krafteksport 1945–1949 och president för World Power Conference's danska nationalkommitté 1928–1932. Han var medlem av Akademiet for de Tekniske Videnskaber från 1937 och av den av akademien 1951 tillsatta traktionskommittén. Han var medlem av styrelsen för Danske Elværkers Forening 1924–1951, hedersmedlem 1951, medlem av 1944 års köpenhamnska trafikkommission och av 1950 års ministeriella samfärdselskommission. Han blev teknologie hedersdoktor vid Danmarks tekniske højskole 1954.

## Utmärkelser
- Riddare av Dannebrogorden,  1920[2]
- Dannebrogsmännens hederstecken,  1926[2]
- Kommendör av Dannebrogorden,  1940[2]
- Kommendör av första graden av Dannebrogorden,  1951[2]
- Hedersdoktor vid Danmarks Tekniske Universitet,  1954

[Redigera Wikidata]